# Иванов, Борис Сергеевич
Бори́с Сергеевич Ивано́в  (6 января 1937, Красноярск — 5 марта 2013, там же) — советский и российский журналист, писатель. Лауреат премии Союза журналистов СССР (1987).

## Биография
Родился в Красноярске в семье инженера-строителя Иванова Сергея Яковлевича и Ивановой Ирины Борисовны.
В 1939 году семья переезжает на родину отца в Тверскую область город Ржев.
Отсюда в 1941 году отец уходит добровольцем на фронт, где до 1945 года служит артиллеристом в составе Второго Украинского фронта, награждён медалью «За отвагу», войну закончил в Венгрии. После начала бомбежек города, Борис Иванов вместе с родственниками эвакуируется сначала в Кокчетав (Казахстан), затем в село Учум Красноярского края. Здесь начал обучение в школе, которое не смог продолжать из-за отсутствия обуви и возобновил лишь по возвращении отца с фронта и переезда в Красноярск.
С 1955 года работал слесарем по ремонту станков на заводе «Красмаш».
В 1957 году избран секретарём комитета комсомола завода, вначале вторым — а вскоре и первым секретарём. В 1964—1968 годах обучался в Хабаровской высшей партийной школе, по завершении получил специальность журналист.

### Семья
Жена Иванова Людмила Александровна, сын Иванов Виталий Борисович (1960), журналист, фотограф, невестка Иванова Елена Анатольевна, архивист, внуки Иванов Алексей Витальевич и Иванов Александр Витальевич.
В 2013 году, после смерти Иванова Б. С., семья учредила специальную награду «За верность профессии журналист», которая с 2014 года, в День российской прессы, вручается журналистам Красноярского края. А имена номинантов определяются 6 января — в день Рождения Б. С. Иванова.
Журналисты, удостоенные наград «За верность профессии», вручаемых фондом имени Иванова Бориса Сергеевича
- 2014 год — Кошкина Галина Германовна (Красноярск)
- 2015 год — Кечина Наталья Витольдовна (Красноярск)
- 2016 год — Бодряшкин Валерий Викторович (Красноярск)
- 2017 год — Паращук Александр Петрович (Красноярск)
- 2018 год — Кожевникова Галина Алексеевна (Старый Оскол, Белгородской области. Много лет работала в городе Дудинка Красноярского края); Цевун Любовь Николаевна (Канск, Красноярского края)
- 2019 год — Комарицын Сергей Гурьевич (Красноярск); Коротченко Валерий Аврамович (Красноярск)
- 2020 год — Мильман Золик Яковлевич (Красноярск); Вавиленко Ольга Михайловна (c. Сухобузимское, Красноярский край)
- 2021 год — Черепанова Людмила Александровна (Красноярск); Мартынова Валентина Дмитриевна (Красноярск)
- 2022 год — Нехаев Олег Алексеевич (Зеленогорск); Козлова Елена Васильевна (п. Северо-Енисейский); Аплеснева Ирина Прокофьевна (г. Дудинка)
- 2023 год — Васильев Геннадий Михайлович (Красноярск); Вараксина Валентина Борисовна (Красноярск); Заболотский Валерий Иванович (Красноярск)
- 2024 год - Суетов Юрий Владимирович (Красноярск); Щербаков Александр Илларионович (Красноярск)
- 2025 год - Долгушина Ирина Васильевна (Красноярск); Касаткина Зоя Михайловна (Красноярск)

## Карьера
В профессиональной журналистике с 1962 года. Работал литсотрудником, а затем заведующим отделом газеты «Красноярский комсомолец». В 1964 году принят в Союз журналистов России (членский билет № 13708).
С 1968 по 1975 гг. — главный редактор Красноярского краевого телевидения.
В этот период им проделана значительная работа по формированию полноценного общественно-политического телевещания на территории края. К примеру, если прежде Красноярская студия ТВ предлагала каждый вечер только 10-минутные выпуски «Теленовостей», то уже в 1969 году было начато обновление информационного вещания. В эфир стали выходить не только насыщенные местными новостями выпуски, но и появились первые еженедельные информационно-аналитические программы «День края», которые вёл сам главный редактор. Появилась редакция спортивных программ, заметно обновилось молодёжное и спортивное вещание, в частности, появились развлекательные программы «Песни над Енисеем», «Телевизионное спортивное табло» (ТСТ) и др. Активно стала использоваться для прямых трансляций передвижная телевизионная станция (ПТС). А специальные программы о жизни края «Енисейский меридиан», «Сибиряки» были регулярно представлены на Центральном телевидении.
В августе 1975 года Иванов был приглашен на работу собственным корреспондентом в «АПН» в Красноярске (которое позже получило название — РИА Новости). Специфика работы в этом агентстве позволяла готовить текстовые и фотопубликации о Красноярском крае, прежде наглухо закрытом для иностранцев, не только для отечественной прессы, но и для многих зарубежных изданий.
В конце 80-х годов XX века, обнаружив на карте США город Диксон (Иллинойс), Иванов Б. С. предложил установить побратимские связи между этим городом и арктическим поселком Диксон Красноярского края. Эта идея была воплощена в жизнь при содействии коллег из АПН, что фактически можно признать первой в советской истории региона международной акцией в сфере «народной дипломатии». Об этом он подробно рассказывает в своей книге «И мы перешагнули океан». Летом 2008 года, отработав в Федеральном агентстве почти 32 года, уволился по собственному желанию, что позволило, наконец-то, заняться личным творчеством.

## Творчество
Все своё творчество Б. Иванов посвятил Сибири и сибирякам. В каждой из написанных им книг рассказывается о людях, простых и выдающихся, оставивших след в истории и никому не известных.
Первую в своей жизни небольшую книгу «Земля не кончается за горизонтом» Иванов выпустил в Красноярске в 1964 году. Она рассказывает о четырёх молодых жителях края, делегатах 14-го съезда комсомола, в числе которых был и сам автор книги.
В 2001 году Иванов выпустил книгу «Плата за платину». Она рассказывает о становлении в условиях ГУЛАГа Красноярского завода цветных металлов, который и сегодня производит основные объёмы российского золота, серебра, платины и палладия. Эта работа получила высокую оценку в общероссийском обществе «Мемориал».
Книга «СНЕЖНОГОРСК, ДО ВОСТРЕБОВАНИЯ» очередная книга Иванова Б. С. о красноярцах и Красноярье. Работа посвящена истории сооружения на реке Хантайка (близ Норильска) самой северной в мире гидроэлектростанции. Книга вышла в 2004 году, и в том же году была удостоена специальной премии и диплома общероссийского творческого конкурса произведений на тему развития в стране энергетики «ПЕГАЗ-2004».
Следующая книга «А МЫ ГОТОВИМ ГАВАНИ ДЛЯ НУЖД ВОЗДУХОПЛАВАНЬЯ…» рассказывает о тех красноярцах, которые заняты проектированием аэропортов и аэродромов не только в Сибири, но и по всей стране.
Две написанные в соавторстве с коллегами книги, «Далека ли Сибирь от Суоми» и «И мы перешагнули океан», изданы в Хельсинки и Чикаго на финском и английском языках. За первую из них Иванову Б. С. было присвоено звание "Лауреата премии Агентства печати «Новости» (1983 год).
Очередную свою книгу Иванов Б. С. («ОДИН ТАКОЙ НА ВСЮ СИБИРЬ») выпустил в апреле 2009 года. Она рассказывает о становлении Красноярского края как единственного на востоке России региона, имеющего ярко выраженную «космическую» специализацию. К примеру, здесь находится предприятие, производящее ежегодно наибольшее в мире количество искусственных спутников Земли. На межрегиональном конкурсе журналистского мастерства 2009 года «Сибирь — территория надежд» серия очерков Иванова Б. С. на эту тему была удостоена первого места, а её автор признан лучшим очеркистом Сибири.
В 1987 году за книгу «Сибирь: правда против вымыслов» автор был удостоен премии Союза журналистов СССР. А в 2007 году Союз журналистов РФ наградил Иванова Б. С. почетным памятным знаком российских журналистов «ЧЕСТЬ. ДОСТОИНСТВО. ПРОФЕССИОНАЛИЗМ». Борис Сергеевич обладатель более десятка дипломов, почетных грамот и благодарственных писем общероссийских и региональных творческих конкурсов.
В настоящее время Иванов Б. С., став пенсионером, продолжает работу сразу над несколькими сборниками публицистических очерков и рассказов.
На 1 января 2010 года Иванов Б. С. выпустил 17 собственных книг, а текст ещё одной отредактировал и профессионально подготовил к печати. Это сборник (свыше 300 стр.) воспоминаний коллег и друзей о ближайшем соратнике Сергея Павловича Королёва академикеМихаиле Федоровиче Решетнёве, который в 1959 году создал близ Красноярска крупнейшее в стране предприятие по выпуску космических аппаратов различного назначения. Высоко оценив проделанную Ивановым Б. С. творческую работу над данной книгой, Федерация космонавтики РФ наградила редактора-составителя этой книги Памятной медалью Михаила Решетнеёа…
Иванов является автором сценариев более чем 10-ти широко тиражированных телефильмов по истории Красноярского края:
- «Сквозь камень»
- «Море Красноярское»
- «Хантайские подснежники»
- «Чистое время — 9 минут» (о двукратном чемпионе Олимпийских игр, красноярском борце вольного стиля Иване Ярыгине)
- и др.

Похоронен в Красноярске, на кладбище «Шинников», сектор 120

## Награды и премии
- Лауреат премии АПН (1983)
- Медаль «Ветеран труда» (1987)
- Лауреат премии Союза журналистов СССР (1987)
- Золотой знак «Герб города Красноярска» (2007)